# Kraftwerk Los Barrios
Das Kraftwerk Los Barrios (spanisch Central térmica de Los Barrios) ist ein Kohlekraftwerk in der Gemeinde Los Barrios, Provinz Cádiz, Spanien.
Die installierte Leistung des Kraftwerks beträgt 568 (bzw. 589) MW. Es ist im Besitz von Viesgo und wird auch von Viesgo betrieben. Das Kraftwerk ging 1985 in Betrieb. Viesgo gab im Juni 2020 bekannt, dass es das Kraftwerk stilllegen wird; die Stilllegung erfolgte im März 2021. Im Jänner 2022 wurde das Kraftwerk wegen der Energiekrise allerdings wiedereröffnet.
Das Kraftwerk besteht aus einem Block. Die folgende Tabelle gibt einen Überblick:
| Block | Max. Leistung (MW) | Betriebsbeginn | Turbine          | Generator        | Dampfkessel      |
| ----- | ------------------ | -------------- | ---------------- | ---------------- | ---------------- |
| 1     | 568                | 1985           | General Electric | General Electric | Babcock & Wilcox |

Die Jahreserzeugung lag 2000 bei 4,31 Mrd. kWh.